# Sven Renders
Sven Renders (Wilrijk, Anvers, 12 d'agost de 1981) és un ciclista belga, que fou professional del 2005 al 2010.
El seu germà bessó Jens també es dedicà al ciclisme.

## Palmarès
- 2004
  - 2n a la Omloop Het Nieuwsblad sub-23
- 2005
  - 3r al Circuit de Lorena